# سي سكوا
سي سكوا (بالإنجليزية: Sea Skua)‏ صاروخ جو-أرض بريطاني قصير المدى مضاد للسفن، صمم لحمله على المروحيات على الرغم من إمكانية إطلاقه من منصات أطلاق أرضية كما هو متبع بزوارق الصواريخ الكويتية، يبلغ وزن الصاورخ 145 كجم والرأس الحرب 28 كجم ويمكن لمروحية ويستلاند لينكس حمل 4 صواريخ سي سكوا معاً، يبلغ مدى الصاروخ 25 كم بسرعة 0.8 ماخ وهو يعمل بكل الظروف المناخية أطلق الصاروخ في حرب الفوكلاند وحرب الخليج الثانية وقد أثبت فعالية كبيرة، ويستعمل الصاروخ نظام توجيه شبه نشط بالرادار.
بالإضافة إلى المملكة المتحدة والكويت يستخدم الصاروخ في كل من تركيا وألمانيا والبرازيل وماليزيا وكوريا الجنوبية والهند.